# Wiśniewa-Kolonia
Wiśniewa-Kolonia – wieś w Polsce, w województwie wielkopolskim, w powiecie konińskim, w gminie Wilczyn.
Do 2023 miejscowość była częścią wsi Wiśniewa.
W latach 1975–1998 Wiśniewa-Kolonia administracyjnie należała do województwa konińskiego.